# Militärflugplatz Sarzana-Luni

i7
i11
i13
Der Militärflugplatz Sarzana-Luni (ICAO-Code: LIQW) liegt in der italienischen Region Ligurien, rund zehn Kilometer südöstlich von La Spezia und drei Kilometer südöstlich von Sarzana bei Luni. Es handelt sich um einen Marineflieger-Stützpunkt der italienischen Marine, MARISTAELI Luni, der auch von der Küstenwache und eingeschränkt auch von der Allgemeinen Luftfahrt genutzt wird.

## Lage und Bezeichnung
Der Flugplatz liegt in der Nähe von La Spezia, einem der größten Marinestützpunkte in Italien, unweit der Mündung des Flusses Magra in das Tyrrhenische Meer, zwischen der Via Aurelia und der Autobahn A12. Rund drei Kilometer südöstlich und südlich des Flugplatzes befinden sich Luni, ein Ortsteil der Gemeinde Ortonovo, der Ort Luni Mare und die antike römische Kolonie Luni oder Luna. Wegen der historischen Bedeutung letzteren Ortes finden sich oft die Bezeichnungen „Flugplatz Luni“ oder „Flugplatz Luni-Sarzana“, entgegen der sonst üblichen Praxis, erst den Namen des größeren Ortes zu nennen.

## Infrastruktur und Nutzung
Die rund 900 Meter lange, in Nord-Süd-Richtung verlaufende Start- und Landebahn trennt das Flughafengelände in zwei Bereiche. Im Westen befindet sich der Stützpunkt der Marine (Maristaeli Luni), die dort zwei Hubschrauberstaffeln unterhält: Die 1. Staffel ist mit AW 101 ausgerüstet, die 5. mit NH90 sowie mit einigen verbliebenen AB 212ASW. Diese Hubschrauber operieren in der Regel vor allem auch von Kriegsschiffen aus oder unterstützen Marine-Spezialkräfte. Es gibt auf dem Marineflieger-Stützpunkt auch Ausbildungseinrichtungen, darunter einen Helo Dunker, bei dem mittels einer Hubschrauberzelle und einem Schwimmbecken Rettungsaktionen unter Wasser geübt werden, sowie einen Flugsimulator für die AW 101. Darüber hinaus hat die Marine in Luni ein Flugversuchszentrum (Centro Sperimentale Aeromarittimo). Nordöstlich der Piste liegt der Stützpunkt der Küstenwache, die von dort aus Hubschrauber des Typs AW 139 einsetzt. Sie unterhält dort auch ein Ausbildungszentrum für fliegendes Personal und ein Wartungszentrum. Neben dem Stützpunkt der Küstenwache befindet sich der kleine zivile Teil mit den Aercolub Lunense P. Lombardi.

## Geschichte
Der Flugplatz wurde 1918 angelegt. Im Zweiten Weltkrieg waren in Luni verschiedene Jagdverbände stationiert, die den Marinestützpunkt La Spezia gegen alliierte Luftangriffe verteidigten. Nach dem Krieg verblieb hier lange Zeit nur ein Flugplatzkommando der italienischen Luftwaffe. Am 1. September 1967 begann der Ausbau zum Marineflieger-Stützpunkt. Am 21. Oktober 1969 trafen in Luni die ersten Hubschrauber vom Typ AB 47J und SH-34J für die 5. Staffel ein. Rund zehn Jahre später war die Umrüstung auf die AB 212 abgeschlossen. 1971 wurde die 1. Staffel aus Catania-Fontanarossa mit ihren SH-3D nach Luni verlegt. Die Umrüstung auf die AW 101 erfolgte ab 2002. Die AB 212 der 5. Staffel wurden ab 2011 von neuen NH90 ersetzt.
Mit der Gründung der Fliegertruppe der Küstenwache im Jahr 1988 wurde in Luni ihre erste fliegende Einheit mit Flugzeugen des Typs Piaggio P.166 aufgestellt. Bis Ende 1991 operierte sie jedoch mit Unterstützung der italienischen Luftwaffe vom Militärflugplatz Guidonia (Rom) aus, danach auf dem westlich der Start- und Landebahn von Sarzana-Luni gelegenen Stützpunkt der Marineflieger und mit deren Unterstützung. Ihren eigenen Stützpunkt im Nordosten des Flugplatzgeländes konnte die Küstenwache erst Ende 1995 eröffnen. Im April 1993 erhielt sie in Luni die ersten Hubschrauber des Musters AB 412, die bis 2017 von neuen AW 139 abgelöst wurden. Die P.166 hatte die Einheit in Luni bereits 2006 abgegeben.